# 141

141(백사십일)은 140보다 크고 142보다 작은 자연수다.

## 수학
- 합성수로, 그 약수는 1, 3, 47, 141이다. 진약수의 합은 51이므로, 141은 부족수다.
  - 46번째 반소수다. 앞의 반소수는 134, 다음 반소수는 142이다.
- 회문수다.
- 6번째 십일각수다. 앞의 십일각수는 95, 다음은 196이다.
- 8번째 중심있는 오각수다. 앞의 중심있는 오각수는 106, 다음은 181이다.
- {\displaystyle 46^{2}-1}은 141로 나누어떨어진다.

## 과학
- NGC 141: 물고기자리 방향에 있는 은하.

## 교통

### 철도
- 수도권 전철 1호선 구로역의 역번호.
- 대구 도시철도 1호선 용계역의 역번호.

### 도로
- 고속도로 및 국도
  - 아시안 하이웨이 141호선
  - 일본 141번 국도: 야마나시현 니라사키시에서 나가노현 우에다시까지 이어지는 일보느이 국도.
- 기타 도로
  - 현도 제141호선

## 군사
- U-141: 독일의 군용 잠수함. 제1차 세계 대전에 사용된 1918년제 모델(영어판)과 제2차 세계 대전에 사용된 1940년제 모델(영어판)이 있다.

## 문화유산
- 대한민국의 국보 제141호: 정문경
- 대한민국의 보물 제141호: 서울 문묘 및 성균관
- 대한민국의 사적 제141호: 광주 충효동 요지

## 방송
- 스카이라이프의 바둑TV 채널 번호.
- 지니 TV의 히스토리 채널 번호.
- B tv의 위라이크 채널 번호.
- U+ TV의 NXT 채널 번호.
- B tv 케이블의 생활체육TV 채널 번호.

## 기타
- 연도: 141년, 기원전 141년